# Antena 1 (Portugal)

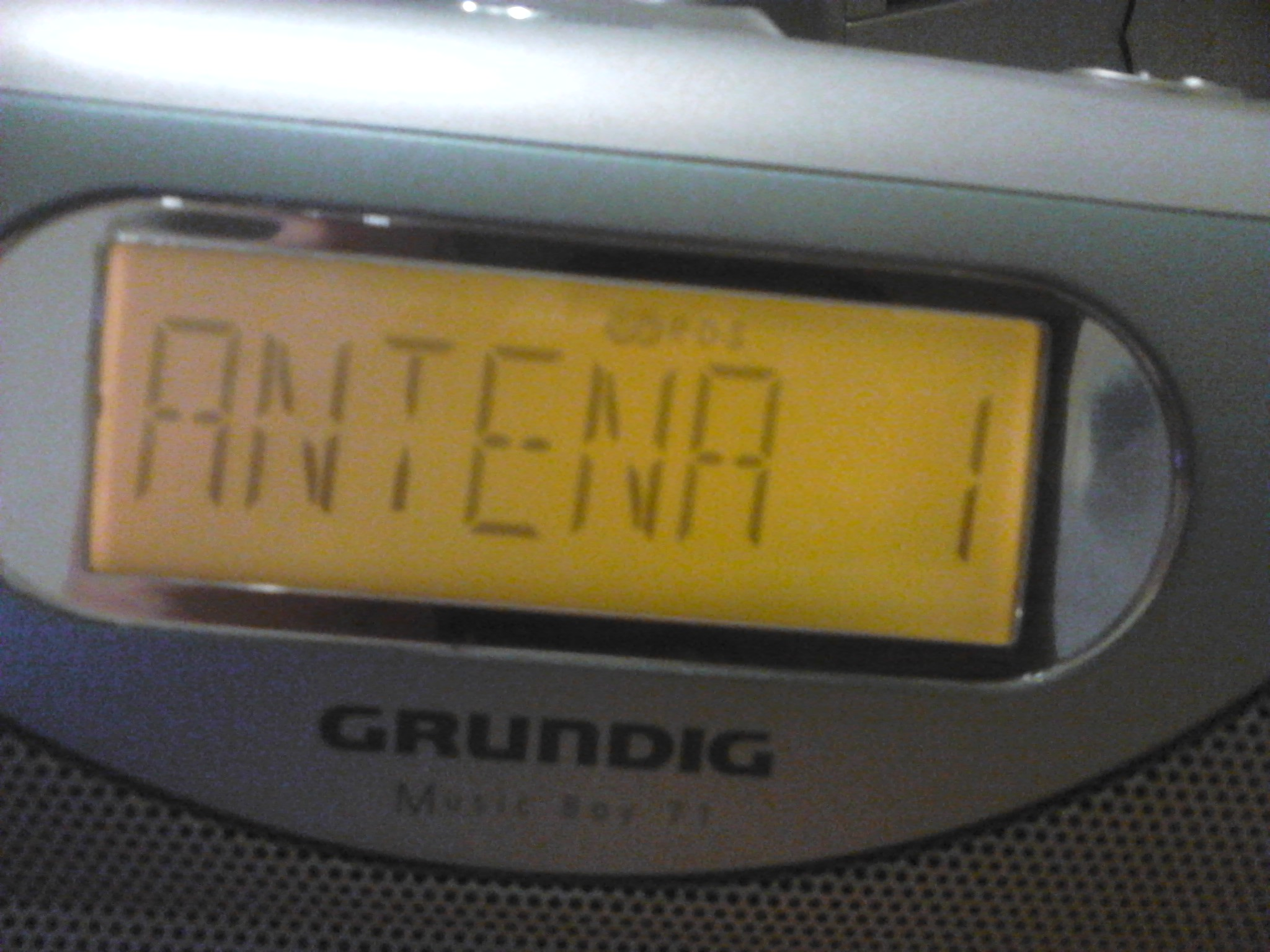
Antena 1 en FM

Antena 1 es una emisora de radio portuguesa de la red RTP. Su programación se basa en contenidos generalistas y en programas de autor, con un fuerte énfasis en noticias, deportes y música. Como servicio público, apuesta fuertemente por la música portuguesa, ya sea en la lista de éxitos o en programas más específicos (Alma Lusa, Vozes da Lusofonia).
Tiene una red de emisoras en FM y onda media, que abarca casi el 100 % del territorio portugués. Originalmente fue creada en 1934 bajo el nombre de Emissora Nacional (Emisora Nacional).
También tiene otros tipos de emisora llamados Antena 1 Vida, Antena 1 Fado y Antena 1 Rádio Nacional.
Tiene sus estaciones regionales en las islas de Azores y Madeira.

## Programas
- Portugalex: programa humorístico diario.
- Alma Lusa: programa sobre fado, presentado por Edgar Canelas.
- Vozes da Lusofonia: programa de música en portugués, presentado por Edgar Canelas, donde personalidades de la música lusófona son invitados a hablar sobre temas relacionados con la música.
- Cinco Minutos de Jazz: presentado por José Duarte, este es el programa diario de radio más antigua de Portugal. La primera edición se presentó en Rádio Renascença, el 21 de febrero de 1966 y permaneció en la emisora católica portuguesa hasta 1975. Las emisiones se incorporaron a Rádio Comercial en 1983. El programa finalmente pasó a Antena 1 en 1993, donde continúa hasta hoy.
- Portugal em Direto: síntesis noticiosa, con las principales informaciones de Portugal
- Noticiário Nacional: síntesis noticiosa de diez minutos, emitida con todas las emisoras radiofónicas de RTP.
- O Amor é...: rúbrica presentada por Júlio Machado Vaz, con la participación de Inês Meneses, donde se habla de temas relacionados con el amor y la sexualidad.
- Jornal de Desporto: síntesis que trae todas la actualidad deportiva en Portugal y en mundo.
- Tarde Desportiva: cobertura de todas las partidas de las equipas portuguesas (excepto amistosos) y selección portuguesa, alén de cobertura eventual de otros deportes, cómo handebol, futsal, etc. En días de semana y en sábados, transmite bajo el nombre Especial Desporto.